# Acta Médica Portuguesa
A Acta Médica Portuguesa (AMP) é a revista científica portuguesa editada pela Ordem dos Médicos. Tem como objectivo principal a publicação de artigos científicos na área médica. Os tipos de artigos publicados são os seguintes: originais, de revisão, editoriais, imagem médica, perspectiva. Todos os artigos são objecto de peer review por dois revisores externos. A revista é propriedade da Ordem dos Médicos (Conselho Nacional Executivo).

## História

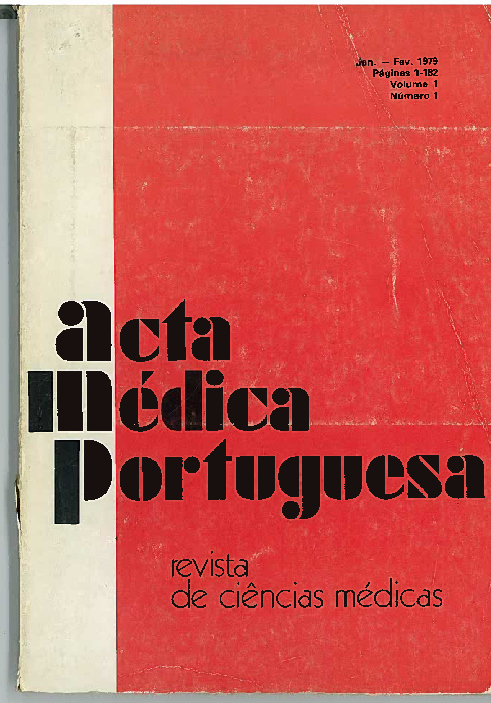
Capa da primeira edição, 1979

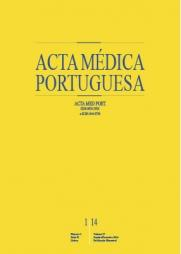
Capa da edição de2014

A publicação da Acta Médica Portuguesa teve início em Fevereiro de 1979. Em 1987, a AMP foi adquirida pela Secção Regional Sul da Ordem dos Médicos. Em Março de 1989, a AMP passou a ser o órgão científico da Ordem dos Médicos. Desde 2004, publica-se apenas em versão electrónica. Até à data, foram recebidos mais de 4600 artigos científicos.

## Editores emeriti
A. Galvão-Teles (1978-1987), F. Veiga Fernandes (1987-1993), A. Sales Luís (1993-1996), Carlos Ribeiro (1996-1998), J. Germano de Sousa (1999-2004), Pedro Nunes (2005-2010).

## Corpo editorial
O corpo editorial para o período de 2011-2013 é constituído por Rui Tato Marinho (editor-chefe), Carla de Sousa (coordenação editorial), Miguel Reis (assistente editorial), Fernando Fernandez-Llimos, Helena Donato (jornalologia, bibliometria, Medline, Indexação), Rui Matos (design gráfico, paginação), José Carvalho (Open Journal System, gestor de sistemas de informação).
Conta ainda com 10 editores-associados pertencentes a diversas áreas: Medicina Interna, Medicina Geral e Familiar, Pneumologia, Cardiologia, Medicina Baseada na 'Evidência', Gastrenterologia e Hepatologia, Farmacologia, Cirurgia Geral, Ortopedia e um aluno de Medicina.
O Conselho Científico engloba os Presidentes do Colégios das 46 Especialidades da Ordem dos Médicos, os Cordenadores das 12 Competências e Subespecialidades e 50 Médicos de várias áreas científicas incluindo alguns estrangeiros, de reconhecido mérito científico e social.
O Presidente (Bastonário) da Ordem dos Médicos, é o Prof. José Manuel Silva. Os Presidentes dos Conselhos Regionais são: Miguel Guimarães (Norte), Fernando Gomes (Centro) , Pereira Coelho (Sul). 

## Indexação
A Acta Médica Portuguesa é indexada e resumida nalgumas das mais importantes bases internacionais de artigos científicos:
- PubMed / Medline
- Web of Science/Science Citation Index
- Directory of Open Access Journals
- Chemical Abstracts
- Index Copernicus
- Embase
- SafetyLit
- Index das Revistas Médicas Portuguesas

A AMP é uma das cinco revistas de Medicina portuguesas que são indexadas na PubMed/Medline. . A indexação na PubMed/Medline é um dos padrões mais amplamente reconhecidos como indicadores do nível científico de uma publicação na área das ciências médicas. 
A AMP é a revista médica portuguesa que há mais tempo é indexada na PubMed/Medline, sendo-o desde 1979. Nesse tempo, era editor-chefe o Prof. Alberto Galvão-Teles, o qual liderava uma equipa formada pelos Professores Cândido de Oliveira, Machado Macedo e Armando Sales Luís.
Um dos indicadores mais importantes de qualidade de uma revista científica de âmbito internacional nesta área, além da indexação na Pubmed/Medline, é a atribuição de factor de impacto (FI) pela ISI Web of Knowledge (Journal Citation Reports: Thomson Reuters). 
Foi em 2010 que pela primeira vez foi atribuído FI à Acta Médica Portuguesa (0,256). Em 2011, tal valor foi de 0,091..
A Acta Médica está na posição 145.ª entre as 153 revistas classificadas na classe Medicine, General and Internal.

## Normas de Publicação
A Acta Médica Portuguesa desenvolve a sua actividade editorial de acordo com as seguintes normas: 
- International Committee of Medical Journal Editors
- Normas de Publicação Acta Médica Portuguesa
- SHERPA/ROMEO. Figura como revista de nível verde nesta base de dados em que o autor pode arquivar a versão preprint e postprint ou versão/PDF do editor.

## Utilização por Terceiros
Quanto à utilização por terceiros a Acta Médica Portuguesa rege-se pelos termos da licença Creative Commons 'Atribuição - uso Não-Comercial - Proibição de Realização de Obras Derivadas (by-nc-nd)'.

## Acessibilidade na web - site
Os resumos de cerca de 2900 artigos publicados na Acta Médica Portuguesa estão disponíveis na PubMed/Medline.
O conteúdo integral de cerca de 900 artigos, desde 2004, está acessível de forma gratuita na Medline (é um linkout journal).
São realizados cerca de 85 000 downloads de artigos da Acta Médica Portuguesa por ano.
No site da Acta Médica Portuguesa estão disponíveis todos os números desde 1999.
A Acta Médica Portuguesa tem ainda significativa presença no Repositório Científico de Acesso Aberto de Portugal e em redes sociais com vários milhares de seguidores.